# Liste der Kulturdenkmale in Altendorf (Sebnitz)
Die Liste der Kulturdenkmale in Altendorf (Sebnitz) enthält die in der amtlichen Denkmalliste des Landesamtes für Denkmalpflege Sachsen ausgewiesenen Kulturdenkmale im Sebnitzer Ortsteil Altendorf.
Die Anmerkungen sind zu beachten.
Diese Liste ist eine Teilliste der Liste der Kulturdenkmale in Sebnitz.

## Legende
- Bild: Bild des Kulturdenkmals, ggf. zusätzlich mit einem Link zu weiteren Fotos des Kulturdenkmals im Medienarchiv Wikimedia Commons. Wenn man auf das Kamerasymbol klickt, können Fotos zu Kulturdenkmalen aus dieser Liste hochgeladen werden:
- Bezeichnung: Denkmalgeschützte Objekte und ggf. Bauwerksname des Kulturdenkmals
- Lage: Straßenname und Hausnummer oder Flurstücknummer des Kulturdenkmals. Die Grundsortierung der Liste erfolgt nach dieser Adresse. Der Link (Karte) führt zu verschiedenen Kartendiensten mit der Position des Kulturdenkmals. Fehlt dieser Link, wurden die Koordinaten noch nicht eingetragen. Sind diese bekannt, können sie über ein Tool mit einer Kartenansicht einfach nachgetragen werden. In dieser Kartenansicht sind Kulturdenkmale ohne Koordinaten mit einem roten bzw. orangen Marker dargestellt und können durch Verschieben auf die richtige Position in der Karte mit Koordinaten versehen werden. Kulturdenkmale ohne Bild sind an einem blauen bzw. roten Marker erkennbar.
- Datierung: Baubeginn, Fertigstellung, Datum der Erstnennung oder grobe zeitliche Einordnung entsprechend des Eintrags in der sächsischen Denkmaldatenbank
- Beschreibung: Kurzcharakteristik des Kulturdenkmals entsprechend des Eintrags in der sächsischen Denkmaldatenbank, ggf. ergänzt durch die dort nur selten veröffentlichten Erfassungstexte oder zusätzliche Informationen
- ID: Vom Landesamt für Denkmalpflege Sachsen vergebene, das Kulturdenkmal eindeutig identifizierende Objekt-Nummer. Der Link führt zum PDF-Denkmaldokument des Landesamtes für Denkmalpflege Sachsen. Bei ehemaligen Kulturdenkmalen können die Objektnummern unbekannt sein und deshalb fehlen bzw. die Links von aus der Datenbank entfernten Objektnummern ins Leere führen. Ein ggf. vorhandenes Icon  führt zu den Angaben des Kulturdenkmals bei Wikidata.

## Altendorf
| Bild                                    | Bezeichnung | Lage                        | Datierung                  | Beschreibung | ID       |
| --------------------------------------- | --- | --------------------------- | -------------------------- | --- | -------- |
| Weitere Bilder                          | Gedenktafel | (Karte)                     | 1993                       | Gedenktafel für Hermann Lemme | 09254645 |
|                                         | Sandsteinbrüstung an der Kirnitzsch | Kirnitzschtalstraße (Karte) | um 1900                    | Bestandteil der historischen Uferbefestigung, verkehrshistorische Relevanz, Pfeiler, Platte, Pfeiler, ca. 120 m lang. | 09251504 |
|                                         | Sachgesamtheitsbestandteil der Sachgesamtheit Eisenbahnstrecke Bad Schandau–Sebnitz–Neustadt i. Sa. mit Einzeldenkmalen (ID-Nr. 09279040) sowie die Trasse als Sachgesamtheitsteil | Mühlenweg 5 (Karte)         | um 1880                    | Sachgesamtheitsbestandteil der Sachgesamtheit Eisenbahnstrecke Bad Schandau–Sebnitz–Neustadt i. Sa. mit folgenden Einzeldenkmalen: Bahnwärterhaus mit Nebengebäude (Einzeldenkmale ID-Nr. 09279040) sowie die Trasse als Sachgesamtheitsteil – eisenbahngeschichtlich von Bedeutung, anderthalbgeschossige Putzbauten mit Dachüberstand. | 09302087 |
|                                         | Bahnwärterhaus mit Nebengebäude (Einzeldenkmale zu ID-Nr. 09302087) | Mühlenweg 5 (Karte)         | Ende 19. Jh.               | Einzeldenkmale der Sachgesamtheit Eisenbahnstrecke Bad Schandau–Sebnitz–Neustadt i. Sa.: Bahnwärterhaus mit Nebengebäude – baugeschichtlich und eisenbahngeschichtlich von Bedeutung. Bahnwärterhaus mit Nebengebäude, anderthalbgeschossige Putzbauten mit Dachüberstand, Bestandteil der wegen ihrer Ingenieurskunst bemerkenswerten Eisenbahnstrecke Bad Schandau–Sebnitz–Neustadt (Sachgesamtheit), baugeschichtlich und eisenbahngeschichtlich von Bedeutung (LfD/2012). | 09279040 |
| Direkt Bild zu diesem Denkmal hochladen | Alte Schule, jetzt Wohnhaus | Obere Dorfstraße 9 (Karte)  | 1820                       | Obergeschoss Fachwerk, ehem. Schule, baugeschichtliche und ortsgeschichtliche Bedeutung. Mit alter Verbretterung, hinterer Teil Erdgeschoss auch Fachwerk, Fenster mit Sprossung erhalten. | 09254518 |
| Weitere Bilder                          | Ehemaliges Armenhaus | Obere Dorfstraße 11 (Karte) | 1845                       | orts- und sozialgeschichtlich bedeutend, schlichtes, aber ursprünglich erhaltenes, massives Gebäude. | 09254972 |
| Weitere Bilder                          | Zwei Wegesteine | Sebnitzer Straße (Karte)    | 19. Jh.                    | verkehrsgeschichtlich von Bedeutung, einer 1,60 m hoch, der andere ca. 80 cm hoch, mit Sockel und halbrundem Abschluss. | 09254515 |
| Direkt Bild zu diesem Denkmal hochladen | Felsenkeller | Sebnitzer Straße (Karte)    | 19. Jh.                    | Felsenkeller aus Sandsteinquadermauerwerk | 09254516 |
| Direkt Bild zu diesem Denkmal hochladen | Schornstein und Ringofen einer ehemaligen Ziegelei | Sebnitzer Straße 1 (Karte)  | 19. Jh. (Ziegelei)         | technikgeschichtlich und ortsgeschichtlich von Bedeutung. Oktogonaler Schornstein auf Sockel, profilierte und abgesetzte Krone. | 09254643 |
| Weitere Bilder                          | Wohnhaus (Umgebinde) | Sebnitzer Straße 5a (Karte) | um 1800                    | Umgebindehaus – baugeschichtliche Bedeutung. Umgebinde links 2/3 Joche, Fenstergrößen durchgehend erhalten, Obergeschoss kräftiges Fachwerk, Umgebinde mit großen Jochweiten, Blockstube verschalt (?), Giebel verbrettert. | 09254514 |
| Direkt Bild zu diesem Denkmal hochladen | Ehem. Vorwerk mit Wohnstallhaus | Sebnitzer Straße 7a (Karte) | um 1800                    | Ehemaliges Vorwerk mit Wohnstallhaus (Umgebinde) und Nebengebäuden (Stall und Stallscheune) – bau- und ortshistorische Bedeutung. Umgebinde links 2/3/2 Joche, Wohnstallhaus: Obergeschoss Fachwerk, Giebel zum Teil verbrettert, Korbbogenportal, Sandsteingewände, Blockstube, Umgebinde mit Kopfbändern, Stallteil Sandsteinquader, Gewölbekeller, Nebengebäude: beide Drempel Fachwerk, verbrettert, Scheune Sandsteinquader, Stallscheune Sandsteingewände.              | 09254644 |
| Direkt Bild zu diesem Denkmal hochladen | Wohnhaus | Sebnitzer Straße 15 (Karte) | um 1800                    | Obergeschoss Fachwerk, regionaltypisch, baugeschichtlich von Bedeutung. Fenster Obergeschoss in originaler Größe, Erdgeschoss massiv, Satteldach, Schieferdeckung. | 09253833 |
| Direkt Bild zu diesem Denkmal hochladen | Kriegerdenkmal | Untere Dorfstraße (Karte)   | nach 1918 (Kriegerdenkmal) | Denkmal für die Gefallenen des Ersten Weltkrieges | 09254520 |
| Direkt Bild zu diesem Denkmal hochladen | Wohnhaus | Untere Dorfstraße 2 (Karte) | 1. Hälfte 19. Jh.          | Obergeschoss Fachwerk, baugeschichtlich von Bedeutung. Ruinöser Bauzustand, Giebel böhmisch verbrettert, Gefache zum Teil ausgemauert, das Erdgeschoss Steinquader mit Stichbogenportal und Schlussstein, Biberschwanzdeckung. | 09254519 |
| Direkt Bild zu diesem Denkmal hochladen | Wohnhaus | Wiesenweg 2b (Karte)        | bez. 1801                  | Obergeschoss Fachwerk, baugeschichtliche Bedeutung. Strukturprägend, oberer Giebelteil verbrettert, steiles Satteldach mit altem Baukörper. | 09254521 |
| Direkt Bild zu diesem Denkmal hochladen | Wohnstallhaus | Wiesenweg 5 (Karte)         | bez. 1649                  | Obergeschoss Fachwerk, u. a. baugeschichtliche Bedeutung. In ortsbildprägender Lage, Obergeschoss und Giebel Fachwerk, Erdgeschoss korbbogige Tür. Oberer Teil des Giebels verbrettert mit Sonnenmotiv, Winterfenster zum Teil erhalten. | 09254522 |
| Direkt Bild zu diesem Denkmal hochladen | Wohnstallhaus | Wiesenweg 6 (Karte)         | um 1800                    | Obergeschoss Fachwerk, baugeschichtliche Bedeutung | 09254270 |
| Direkt Bild zu diesem Denkmal hochladen | Wohnhaus | Wiesenweg 10 (Karte)        | 1. H. 19. Jh.              | Obergeschoss Fachwerk, baugeschichtliche Bedeutung | 09303438 |
| Direkt Bild zu diesem Denkmal hochladen | Wohnstallhaus | Zum Hegebusch 1 (Karte)     | um 1800                    | Obergeschoss Fachwerk mit Kreuzstreben und Fußstreben, bauliche Besonderheiten, mit Fuß- und Kreuzstreben, Giebel verbrettert, im Erdgeschoss Winterfenster erhalten, Erdgeschoss Sandstein, Schieferdeckung. | 09254517 |